# Cantone di Mézidon-Canon
Il Cantone di Mézidon-Canon è una  divisione amministrativa dell'arrondissement di Lisieux e dell'arrondissement di Caen.
A seguito della riforma approvata con decreto del 17 febbraio 2014, che ha avuto attuazione dopo le elezioni dipartimentali del 2015, è passato da 19 a 59 comuni.

## Composizione
I 19 comuni facenti parte prima della riforma del 2014 erano:
- Les Authieux-Papion
- Bissières
- Castillon-en-Auge
- Coupesarte
- Crèvecœur-en-Auge
- Croissanville
- Grandchamp-le-Château
- Lécaude
- Magny-le-Freule
- Méry-Corbon
- Le Mesnil-Mauger
- Mézidon-Canon
- Monteille
- Notre-Dame-de-Livaye
- Percy-en-Auge
- Biéville-Quétiéville
- Saint-Julien-le-Faucon
- Saint-Laurent-du-Mont
- Saint-Loup-de-Fribois

Dal 2015 i comuni appartenenti al cantone sono i seguenti 56:
- Les Authieux-Papion
- Auvillars
- Beaufour-Druval
- Beuvron-en-Auge
- Biéville-Quétiéville
- Bissières
- La Boissière
- Bonnebosq
- Cambremer
- Castillon-en-Auge
- Condé-sur-Ifs
- Corbon
- Coupesarte
- Crèvecœur-en-Auge
- Croissanville
- Drubec
- Formentin
- Le Fournet
- Gerrots
- Grandchamp-le-Château
- Hotot-en-Auge
- La Houblonnière
- Léaupartie
- Lécaude
- Lessard-et-le-Chêne
- Magny-la-Campagne
- Magny-le-Freule
- Manerbe
- Méry-Corbon
- Le Mesnil-Eudes
- Le Mesnil-Mauger
- Le Mesnil-Simon
- Mézidon-Canon
- Les Monceaux
- Monteille
- Montreuil-en-Auge
- Notre-Dame-d'Estrées
- Notre-Dame-de-Livaye
- Percy-en-Auge
- Le Pré-d'Auge
- Prêtreville
- Repentigny
- La Roque-Baignard
- Rumesnil
- Saint-Désir
- Saint-Germain-de-Livet
- Saint-Jean-de-Livet
- Saint-Julien-le-Faucon
- Saint-Laurent-du-Mont
- Saint-Loup-de-Fribois
- Saint-Martin-de-Mailloc
- Saint-Ouen-le-Pin
- Saint-Pierre-des-Ifs
- Valsemé
- Victot-Pontfol
- Vieux-Fumé